# 5i busz (Eger)
Az egri 5i jelzésű autóbusz az Autóbusz-állomás és Tihaméri malom között közlekedett tanítási napokon reggel, kizárólag egy irányban. A viszonylatot a Volánbusz üzemeltette.

## Története
2022. január 1-jén a város buszhálózata jelentősen átalakult, ennek keretében az 5i viszonylat megszűnt.

## Útvonala
| Tihaméri malom felé |
| --- |
| Autóbusz-állomás vá. – Barkóczy utca – Törvényház utca – Eszterházy tér – Kossuth Lajos utca – Egészségház utca – Klapka György utca – Kertész utca – Ostorosi út – Maklári út – Tihaméri malom vá. |

## Megállóhelyei
Az átszállási kapcsolatok között az azonos útvonalon közlekedő 5-ös, 5A és 8-as busz nincs feltüntetve.
| 0 | Autóbusz-állomás induló végállomás |                                            |
| 1 | Bazilika                           | 2, 2A, 7, 10, 11, 12, 12Y, 14, 14A, 17     |
| 2 | Egyetem                            | Helyközi buszok Távolsági járatok          |
| 4 | Egészségház út                     |                                            |
| 5 | Uszoda                             | Helyközi buszok Távolsági járatok          |
| 7 | Hadnagy út                         | 2, 2A, 6 Helyközi buszok Távolsági járatok |
| 8 | Homok utca                         | 2, 2A, 6 Helyközi buszok Távolsági járatok |
| 9 | Tihaméri malom érkező végállomás   | 2, 2A, 6 Helyközi buszok                   |